# Mama's Boys
Pour les articles homonymes, voir Mama.
Mama's Boys est un groupe britannique de heavy metal, originaire de County Fermanagh, en Irlande du Nord. Il est formé à la fin des années 1970 par trois frères, Pat (surnommé « The Professor »), John McManus et Tommy McManus. Le trio devient un quatuor en 1987 avec l'arrivée au chant de Keith Murrell, remplacé deux ans plus tard par Mike Wilson. Le groupe se sépare en 1993.

## Historique

### Formation et débuts (1982–1983)
Dès leur plus jeune âge, Pat, John, Tommy et leurs trois sœurs accompagnent leurs parents Valerie et John McManus sur les routes d'Irlande pour donner des concerts de musique traditionnelle. En 1978, les trois frères McManus, alors fans du groupe de rock celtique Horselips, décident de former leur propre groupe, Pulse. Pat à la guitare, John au chant et à la basse, Tommy à la batterie. L'année suivante, le bassiste de Horselips, Barry Devlin, séduit par leur musique, les invite à se produire en première partie de son groupe en 1979. La formation se rebaptise Mama's Boys. Ce nouveau nom est proposé par Tony Price, DJ à Radio Luxembourg, inspiré par la jeunesse et la naïveté des trois protagonistes (Tommy n'a alors que 13 ans).
Entre 1980 et 1983, le groupe enregistre trois albums auto-produits (Official Bootleg, Plug it In, Turn it Up). Le single Needle in the Groove, extrait de Plug it In, leur apporte un premier succès national. Les Mama's Boys tournent en première partie de Thin Lizzy en 1982, et décrochent enfin un contrat avec une maison de disques. La même année, ils jouent aussi avec Scorpions et Hawkwind et à des festivals comme le Sunshine en France avec Motörhead et Twisted Sister.

### Premiers albums (1984–1989)
Un album, l'homonyme Mama's Boys, voit le jour en 1984. Cet album regroupe des titres extraits de Plug it In et de Turn it Up, ainsi que trois nouveaux morceaux dont une reprise de Slade, Mama Weer All Crazee Now qui sera largement diffusée sur MTV, et atteindra la 54e place des classements Billboard. L'album suivant, Power and Passion, publié en 1985, leur ouvre de nouvelles portes sur le marché américain. Le groupe tourne alors en première partie de Bon Jovi, Foreigner et Iron Maiden, et participe même au festival de Knebworth (Angleterre) aux côtés de Deep Purple. Cependant, Tommy, soigné pour une leucémie à l'âge de 9 ans, fait une rechute. Jimmy DeGrasso, batteur du groupe Y&T, le remplace pour finir la tournée.
Il faudra attendre 1987 et l'album Growing Up the Hard Way pour retrouver le groupe, avec Tommy. À la conquête du marché américain, la maison de disques Jive Records décide de confier le chant à Rick Chase puis à Keith Murrell, ancien chanteur de Airrace et choriste de Cliff Richard. Malgré quelques titres remarquables et une reprise inattendue du Higher Ground de Stevie Wonder, l'album déçoit les fans de la première heure et se transforme en naufrage commercial. À l'été 1988, Jive décide de rompre le contrat du groupe qui dans la foulée se sépare à l'amiable de Keith Murrell. Privé de contrat et sans chanteur, les frères McManus décident de publier une offre d'emploi au poste de chanteur dans le numéro 14 du magazine britannique RAW. Plus de 500 candidats postulent pour le poste qui est confié finalement à Connor McKeon, un jeune chanteur quasi inconnu. Renforcée pour l'occasion aux claviers par Don Airey, la nouvelle formation fait ses débuts en concert le 29 juillet 1989 au festival de Ballyronan avec Rory Gallagher en tête d'affiche, et poursuit une courte tournée qui s'achève par un concert au Marquee le 9 août 1989.

### Relativityet fin (1989–1993)
La malchance poursuit le groupe : Connor McKeon quitte le groupe à l'automne 1989 pour se consacrer à une carrière en solo, et la place de chanteur se voit confiée à Mike Wilson. Cette nouvelle formation en quatuor enregistre deux albums produits par Jean-Bertrand Gonnet : Live Tonite enregistré en Europe en novembre et décembre 1990, puis Relativity.
Le départ de Mike Wilson en pleine tournée européenne en 1992 marque un tournant dans la carrière des Mama's Boys : privés de chanteur et confrontés à la santé déclinante de Tommy McManus, les trois frères McManus décident d'un commun accord de mettre un point final à l'aventure. Cette séparation est pourtant reportée en 1993 par un événement extra-musical : le promoteur Barry Hearn demande l'autorisation d'utiliser le titre Judgement Day comme générique pour un combat de boxe opposant Nigel Benn à Chris Eubank. Les frères McManus acceptent mais reforment le groupe sous le nom The Government.
Un concert est organisé à Londres le 3 août 1993 devant des professionnels de l'industrie musicale, et le single Judgement Day est publié, le groupe effectuant même un passage à la télévision britannique lors du James Whale TV Show, Tommy McManus déjà très malade étant remplacé pour l'occasion par Danny Martin. L'agonie du groupe va se prolonger : alors que les frères McManus abandonnent le projet The Government, ils doivent reformer le groupe sous son nom d'origine Mama's Boys pour honorer un contrat signé de longue date pour trois concerts en Suisse.
Le 18 décembre 1993 au Fuchs Rain Halle de Möhlin, le groupe donne son tout dernier concert sous le nom Mama's Boys dans une formation composée des trois frères McManus renforcée par Alan Williams aux claviers, John McManus retrouvant sa fonction de chanteur. L'aventure musicale est bien finie, et l'aventure humaine va tourner à la tragédie : Tommy McManus subit une greffe de moelle osseuse le 21 octobre 1994, puis décède à Londres dans la matinée du 16 novembre 1994 à l'âge de 28 ans.

## Post-séparation
Pat et John, anéantis, ne joueront plus sous le nom de Mama's Boys. Ce n'est qu'en 1997 qu'ils reviendront avec un nouveau groupe, Celtus.
En 2007, John McManus devient bassiste du groupe Fastway, formé par « Fast » Eddie Clarke (ex-Motörhead).

## Membres
- Patrick Francis « Pat » McManus – guitare solo, fiddle, chœurs (1978–1993)
- John McManus – basse, chant, chœurs, low whistle, tin whistle (1978–1993)
- Thomas « Tommy » McManus – batterie, bodhran, chœurs (1978–1993) (décédé en 1994)
- Rick Chase - chant (1985-1986)
- Mickey Fenlon – chant (1986–1987)
- Keith Murrell – chant (1987–1989)
- Connor McKeon – chant (1989-1990)
- Mike Wilson – chant (1990–1992)
- Alan Williams – claviers (1989–1993)
- Jimmy DeGrasso – batterie (1985–1986)